# Sleeptalk
Sleeptalk es el cuarto álbum de estudio de la banda estadounidense de post-hardcore Dayseeker. Fue lanzado el 27 de septiembre de 2019, a través de Spinefarm Records y fue producido por Daniel Braunstein.

## Lista de canciones
Todas las canciones escritas y compuestas por Dayseeker. 
| N.º | Título                                     | Duración |  |
| 1.  | «Drunk»                                    | 3:40     |  |
| 2.  | «Crooked Soul»                             | 3:55     |  |
| 3.  | «Burial Plot»                              | 3:57     |  |
| 4.  | «Sleeptalk»                                | 3:43     |  |
| 5.  | «The Embers Glow»                          | 1:22     |  |
| 6.  | «The Color Black»                          | 4:03     |  |
| 7.  | «Already Numb»                             | 4:02     |  |
| 8.  | «Gates of Ivory»                           | 3:54     |  |
| 9.  | «Starving to Be Empty» (con Seneca Pettee) | 3:43     |  |
| 10. | «Crash and Burn»                           | 4:08     |  |

| Edición de lujo (Bonus track) |                                                 |          |  |
| N.º                           | Título                                          | Duración |  |
| 11.                           | «Drunk» (re-imaginado)                          | 3:53     |  |
| 12.                           | «Burial Plot» (re-imaginado; con Seneca Pettee) | 4:02     |  |
| 13.                           | «Crooked Soul» (re-imaginado)                   | 3:56     |  |
| 14.                           | «Sleeptalk» (re-imaginado)                      | 3:48     |  |

## Personal
Dayseeker
- Rory Rodriguez - voz principal
- Gino Scambelluri – guitarra principal, coros
- Ramone Valerio - bajo
- Mike Karle - batería, percusión

Músicos adicionales
- Seneca Pettee: voz (pista 9 y 12).